# Tonga
Pour les articles homonymes, voir Tonga (homonymie).
Ne doit pas être confondu avec Rarotonga.
Royaume des Tonga
(to) Pule'anga Fakatu'i 'o Tonga 
(en) Kingdom of Tonga 
Les Tonga, en forme longue le royaume des Tonga (en tongien : Tonga, /ˈtoŋa/ et Pule'anga Fakatu'i 'o Tonga ; en anglais : Tonga et Kingdom of Tonga), sont un État de Polynésie, situé dans l'Ouest de l'océan Pacifique sud, à 744 km à l'est-sud-est des îles Fidji et à 875 km au sud de Wallis-et-Futuna. Le pays est réparti en trois archipels principaux comportant plus de 170 îles et îlots.
Centrées sur 20° de latitude Sud et 175° de longitude ouest, autrefois appelées îles des Amis, elles forment aujourd'hui un royaume indépendant membre du Commonwealth. Le climat y est tropical, chaud et humide ; les précipitations peuvent atteindre les 2 000 mm par année. Les Tonga ont une superficie de 748 km2 et la capitale est Nukuʻalofa (« la patrie de l'amour » en tongien) sur l'île de Tongatapu.

## Étymologie
Dans de nombreuses langues polynésiennes, dont le tongien, le mot tonga vient de fakatonga, qui signifie « vers le Sud », car l'archipel est le groupe le plus méridional des îles de la Polynésie centrale.

## Histoire
Les humains colonisent les Tonga vers le XIIIe siècle av. J.-C., lors de la grande expansion où les peuples de l'Asie du Sud-Est émigrent à travers l'océan Pacifique à l'est et à travers l'océan Indien jusqu'à Madagascar et l'Afrique de l'Est à l'ouest.
Ces Polynésiens apportent avec eux chiens, porcs, poulets, poterie (civilisation Lapita), agriculture (particulièrement la culture de racines), et des bateaux (pirogues à balancier). Ils se répandent rapidement dans l'ensemble des îles Tonga. Selon une croyance populaire, le royaume des Tonga serait, parmi les îles de la Polynésie, le premier groupe occupé par l'Homme à l'ère préhistorique. Dans les temps modernes, mais avant l'arrivée des Occidentaux, les îles ont des densités de population de 60 à 75 personnes par kilomètre carré.
Des siècles avant l'arrivée des Occidentaux, les Tongiens construisent de grandes maçonneries monumentales, dont les plus notables sont le Haʻamonga ʻa Maui (ou Trilithon) et les langi (tombeaux en terrasse). Le Ha'amonga mesure cinq mètres de haut et est construit de trois pierres en calcaire pesant chacune plus de quarante tonnes. Les langi sont des pyramides basses très plates à deux ou trois niveaux et qui marquent les tombes des anciens rois.
Une royauté s'établit à Tongatapu au début du Xe siècle et la dynastie actuelle se réfère encore à l'empire Tuʻi Tonga. Au XIIIe siècle, le pouvoir royal s’étend même jusqu'à Hawaï.
Au XVIIIe siècle, les Tonga unifient les chefferies et forgent un empire maritime qui inclut les régions conquises des Fidji. À cette époque, l'empire des Tonga a une population d'environ quarante mille personnes.
En 1616, certaines des îles de l'archipel des Tonga, dont Niue, sont aperçues par les navigateurs néerlandais Willem Schouten et Le Maire. Le 21 janvier 1643, Abel Tasman découvre Tongatapu et visite une partie des îles.
Entre 1773 et 1777, James Cook prend contact avec les insulaires de Tongatapu. Il baptise l'archipel « îles des Amis » (Friendly Islands) en raison de l'accueil chaleureux qu'il y a reçu (malgré le massacre de plusieurs de ses hommes).
En 1845, les îles sont unies en un royaume. Elles deviennent une monarchie constitutionnelle en 1875 et un protectorat britannique le 18 mai 1900. L'archipel acquiert son indépendance le 4 juin 1970 et devient aussi un membre du Commonwealth.
Les pouvoirs de la monarchie ont été grandement restreints, de sa propre initiative. Le roi Taufa'ahau Tupou IV, décédé le 10 septembre 2006 à Auckland (Nouvelle-Zélande) peut remonter son arbre généalogique sur quatre générations de monarques, jusqu'à George Tupou Ier, fondateur de l'État monarchique constitutionnel moderne, au XIXe siècle. Son successeur, George (Siaosi) Tupou V, qui a été couronné le 1er août 2008, a renoncé à tout pouvoir politique sur son royaume et annoncé des élections parlementaires qui se sont tenues en 2010, instaurant un plus grand degré de démocratie. Le roi George Tupou V est décédé à Hong Kong le 18 mars 2012.
Le 14 janvier 2022, le volcan Hunga Tonga, situé à 65 km au nord de l'île principale de Tongatapu, entre en éruption, provoquant un tsunami qui inonde l'archipel en partie, y compris la capitale Nuku'alofa. L'éruption affecte durement le royaume, coupant la majorité des communications. La population reste quasiment coupée du monde plusieurs jours après l'événement, les communications ne se faisant que via le téléphone satellitaire . L'aide humanitaire arrive par avion le 20 janvier en limitant les contacts afin d'empêcher l'arrivée de la Covid-19 dans le pays. L'impact économique pour le pays est considérable: selon une étude de la Banque mondiale, l'éruption aurait coûté l'équivalent de 18,5 % du PIB annuel.

## Politique
Les Tonga sont une monarchie constitutionnelle où le roi détient le pouvoir exécutif. Le pouvoir législatif est partagé entre le gouvernement et l'Assemblée législative. La plus haute instance du pouvoir judiciaire est la Cour d'appel (en), dont les juges sont nommés par le roi.
Jusqu'en 2010, le roi exerce une autorité politique, et seule une minorité des députés sont élus au suffrage universel. Les députés pro-démocratie exercent une pression constante sur le gouvernement, exigeant l'instauration d'une véritable démocratie. L'élection d'un Parlement réformé, qui accorde une place plus importante aux élus des citoyens, a eu lieu en novembre 2010. Désormais, l'assemblée législative est composée de dix-sept députés élus par les citoyens, et de neuf représentants de la noblesse tongienne, élus par leurs pairs de la noblesse.
En juillet 2008, trois jours avant son couronnement, le roi George Tupou V annonce qu'il renonce à l'essentiel de son autorité, et qu'il se conformera désormais aux recommandations de son Premier ministre.
Le 29 décembre 2014, l'Assemblée législative choisit ʻAkilisi Pohiva, vétéran du mouvement pour la démocratie, pour le poste de Premier ministre. Député depuis 1987, Pohiva est le premier roturier porté à la tête du pays par un parlement majoritairement élu par le peuple,.

## Subdivisions
Les Tonga sont subdivisées en 5 divisions, elles-mêmes subdivisées en districts.
| Division  | Superficie (km²) | Population (hab.) | Population (hab.) | Chef-lieu  |
| Division  | Superficie (km²) | rec. 1996         | est. 2005         | Chef-lieu  |
| --------- | ---------------- | ----------------- | ----------------- | ---------- |
| ʻEua      | 87,44            | 4 934             | 5 278             | 'Ohonua    |
| Haʻapai   | 109,98           | 8 138             | 8 593             | Pangai     |
| Niuas     | 71,69            | 2 018             | 2 119             | Hihifo     |
| Tongatapu | 260,48           | 66 979            | 70 670            | Nukuʻalofa |
| Vavaʻu    | 121,00           | 15 715            | 16 917            | Neiafu     |
| Total     | 650,59           | 97 784            | 103 577           |            |

## Géographie

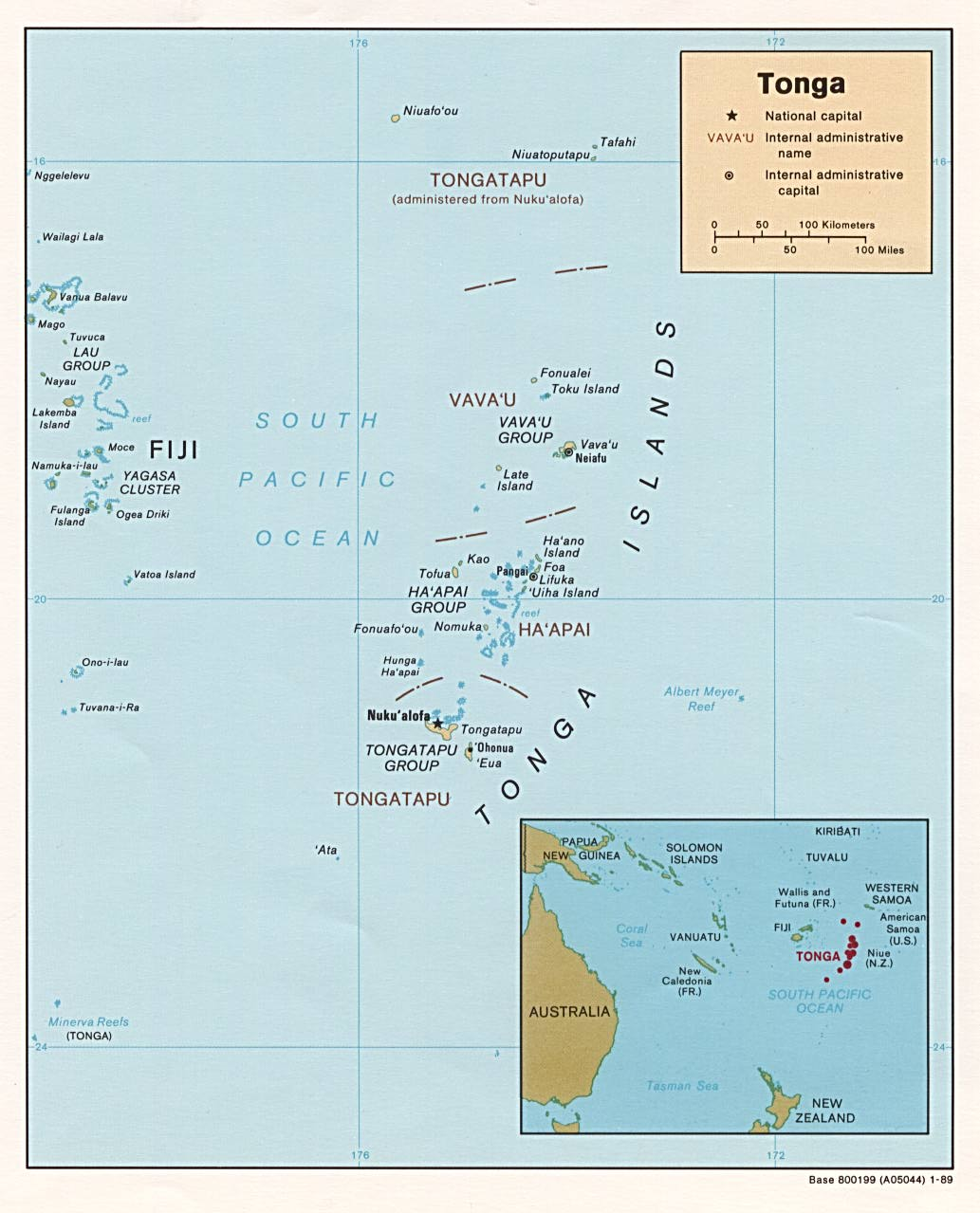
Carte des Tonga.

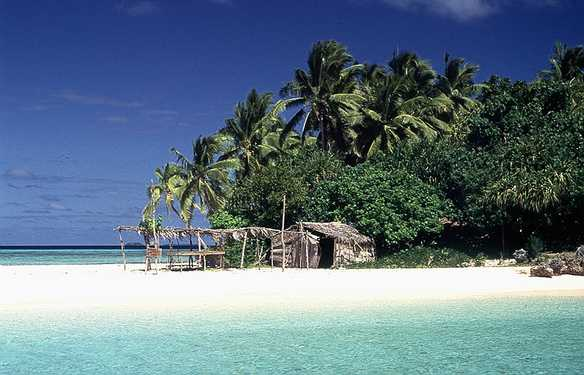
Île de Nuku du groupe Vavaʻu.

Les îles Tonga constituent un archipel d'environ cent soixante-dix îles disséminées dans l'océan Pacifique sud réparties en trois grands groupes :
- le groupe Tongatapu (au sud), qui administre aussi trois îles éloignées dans l'extrême nord de l'archipel ;
- le groupe Haʻapai (au centre) ;
- le groupe Vavaʻu (au nord) constitué d'une quarantaine d'îles.

L'archipel des Tonga est le premier pays au monde à passer à l'an 2000 et aussi à passer en 2001 au XXIe siècle.

## Climat
Le climat est tropical avec une période chaude distincte (décembre-avril) au cours de laquelle les températures dépassent 32 °C et une période plus fraîche (mai-novembre) avec des températures dépassant rarement 27 °C. La température passe de 23 à 27 °C et les précipitations annuelles vont de 1 700 à 2 970 mm à mesure que l'on se déplace de Tongatapu, au sud, vers les îles plus septentrionales. La période moyenne la plus humide est autour de mars avec en moyenne 263 mm pour ce mois-là. L'humidité quotidienne moyenne est de 80 %.
La saison des cyclones tropicaux s'étend du 1er novembre au 30 avril, bien que certains puissent se former et affecter les Tonga en dehors de la saison. En février 2018, les Tonga ont subi le passage du cyclone Gita, le plus intense cyclone des annales modernes.

## Démographie

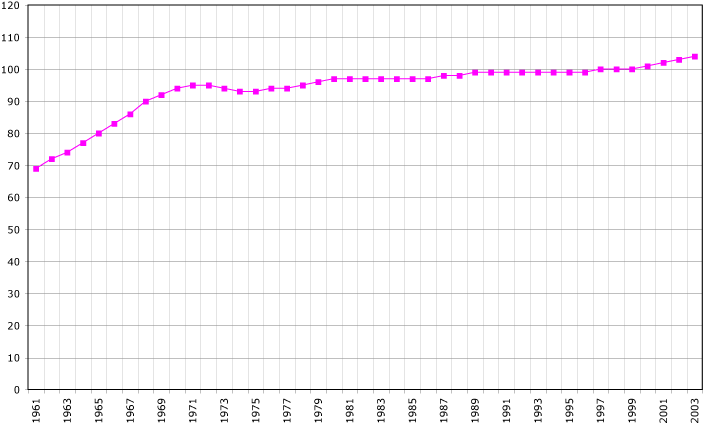
Évolution de la démographie entre 1961 et 2003 (chiffre de la FAO, 2005). Population en milliers d'habitants.

La moitié de la population des Tonga est concentrée sur l'île principale de Tongatapu, d'une superficie de 260 km2. La densité de population moyenne des Tonga atteint 142 habitants au km2. En 2016, l'archipel compte 100 745 habitants (+ environ 45 000 Tongiens qui vivent à l'étranger).
Le rythme de croissance démographique du pays est relativement faible (+0,20 % par an en moyenne). Celui-ci est avant tout dû au solde naturel (+2,01 % par an). En effet, les Tonga souffrent d'un solde migratoire très négatif (-1,785 % par an). La plupart des Tongiens qui quittent le pays s'installent en Australie ou en Nouvelle-Zélande, les deux pays les plus attractifs du continent. Environ 45 000 Tongiens vivent à l'étranger, surtout en Australie, en Nouvelle-Zélande ou aux Îles Fidji.
La langue du pays est le tongien, mais 90 % de la population est en mesure de s'exprimer en anglais, les non-anglophones étant surtout des personnes âgées, des enfants ou des habitants d'îles isolées. De plus, un grand nombre de Tongiens qui travaillaient en Australie ou Nouvelle-Zélande, donc, anglophones, reviennent au pays.

## Culture
- Culture des Tonga
- Culture du kava (en), Kava

L'un des vêtements traditionnels est le taʻovala, confectionné à partir de feuilles de pandanus. Il peut être porté par les hommes comme par les femmes.
Le lakalaka est la danse traditionnelle nationale des Tonga pratiquée lors des cérémonies importantes comme le couronnement du roi et l'anniversaire de la constitution.
En janvier 2023 est inaugurée l'université nationale des Tonga, dont l'un des objectifs fixés par le Parlement est d'« encourager et faciliter l'étude de la langue et de la culture tongiennes ».

### Littérature
La culture tongienne étant essentiellement de tradition orale, les écrivains publiés (depuis 1960) sont peu nombreux. On peut citer :
- Epeli Hauʻofa (1939-2009), romans, anthropologie, essais ;
- Konai Helu Thaman (née en 1946), poésie.

### Cinéma
- Tavake (2006).
- Films tournés aux Tonga (en)
- Film de fiction dont l'action se déroule aux Tonga : Condamné au paradis (Florian Schewe, 2017)

## Patrimoine culturel

### Musées
- Musée national des Tonga ;
- Musée d'histoire et Bibliothèque de recherches Afā Eli ;
- Tonga Traditions Committee ;
- Musée du mémorial Tuku'aho.

### Patrimoine mondial
Le programme Patrimoine mondial (UNESCO, 1971) a inscrit :
- Liste du patrimoine mondial aux Tonga, dont Lapita.

### Liste représentative du patrimoine culturel immatériel de l’humanité
Le programme Patrimoine culturel immatériel (UNESCO, 2003) a inscrit à sa liste représentative :
- 2008 : Lakalaka, danses et discours chantés des Tonga[19].

## Religions

### Méthodistes
Selon le recensement officiel de 1996, 41,3 % de la population est membre de l'Église méthodiste dont les missionnaires se sont installés au début du XIXe siècle.

### Mormons
En 1891, le premier missionnaire mormon arriva à Nuku'alofa et ouvrit le district des Tonga de la mission des Samoa. En 1983 a été consacré le temple de Nuku'alofa,. En 2005, les membres de l'Église de Jésus-Christ des saints des derniers jours constituent 32 % de la population aux Tonga (41 000 en 2007). Les mormons ont mis en place un système éducatif en construisant plusieurs écoles :
- Liahona High School[24] depuis 1948 ;
- Saineha High School ;
- Liahona Middle School ;
- E'Ua Middle School ;
- Havelu Middle School ;
- Saineha Middle School ;
- Pangai Middle School ;
- Pakilau Middle School.

### Catholiques
Les catholiques, avec 16 %, constituent la 3e communauté religieuse. Le catholicisme, arrivé avec les missionnaires maristes dans la deuxième partie du XIXe siècle, a toujours constitué une minorité aux Tonga.

## Sport
Un seul représentant des Tonga est monté sur un podium olympique. En 1996, Paea Wolfgramm gagne l'argent en boxe dans la catégorie des plus de 91 kg (poids super-lourd) aux Jeux olympiques d'été d'Atlanta.
Le Tonga Sports Association and National Olympic Committee, créé en 1963, est reconnu par le Comité international olympique depuis 1984.
Les Tonga ont une solide équipe nationale de rugby à XV et fournissent bon nombre de grands joueurs au championnat australien de rugby à XV, et plusieurs joueurs ont évolué dans les championnats anglais et français. Elles ont donné quelques grands joueurs aux équipes d'Australie (Toutai Kefu, Willie Ofahengaue, George Smith et Wycliff Palu), de Nouvelle-Zélande (Jonah Lomu, formé au rugby à XIII, Isitolo Maka, ainsi que Malakai Fekitoa).
Le rugby à XIII a également acquis un grand succès aux Tonga. À l'occasion de la Coupe du monde 2008, les Tongiens ont enregistré des victoires contre l'Irlande et l'Écosse. Ils participent aussi à l'édition 2013 qui se déroule en Angleterre et au pays de Galles. En plus de la réussite de l'équipe nationale, surnommée les « Mate Ma' », beaucoup de joueurs des Tonga jouent dans la prestigieuse National Rugby League, le championnat australien. Il s'agit notamment de Willie Mason, Manu Vatuvei, Brent Kite, Willie Tonga, Anthony Tupou, Antonio Kaufusi, Israel Folau, Taniela Tuiaki, Michael Jennings, Tony Williams, Feleti Mateo, Fetuli Talanoa, pour n'en nommer que quelques-uns. Par ailleurs, certains joueurs tongiens comme Antonio Kaufusi ont réussi leur carrière dans la Super League britannique, pendant dans l'hémisphère nord de la NRL.
L'équivalent tongien du ka mate (haka néo-zélandais) est le kailao ou sipi tau.
Les Tonga remportent le Mondial de hitball 2006 (nouveau sport des années 2000) grâce à leur hitballeur Jahiri Tumassa lors de la finale gagnée 5-4 face au Grec Jimy Estanos en France. Cette victoire permet ainsi au pays d'organiser la coupe du monde suivante, qui s'est déroulée en juillet 2008.
Les Tonga, comme les Samoa, sont aussi représentés dans le monde du catch. Le catcheur le plus célèbre est Tonga 'Uli'uli Fifita, plus connu sous le nom de Haku. Il a notamment remporté les titres WWF World Tag Team (avec le français André le Géant) à la World Wrestling Federation entre 1986 et 1992, puis à la World Championship Wrestling entre 1994 et 2001. Son fils Tevita Fifita est lui aussi catcheur. Il est connu, sous le nom de Camacho, pour son passage à la World Wrestling Entertainment entre 2009 et 2014. Son second fils, adopté, Alipate « Pate » Fifita, est connu au Japon où il lutte pour la New Japan Pro-Wrestling sous le nom de Tama Tonga. Il fait notamment partie du clan Bullet Club avec un autre originaire des îles Tonga : Fale Simitaitoko alias Bad Luck Fale.
Le pays possède également une équipe nationale de football reconnue par la FIFA.

## Personnalités
- Viela Tupou, femme politique et diplomate tongienne.
- Haku, catcheur